# Скришна игра
„Скришна игра“ (на френски: Caché) е драматичен трилър от 2005 година  на режисьора Михаел Ханеке по негов собствен сценарий. Филмът е международна копродукция на компании от Франция, Австрия, Германия и Италия.

## Сюжет
В центъра на сюжета е френско семейство от средната класа, което започва да получава анонимни видеокасети със заснети епизоди от ежедневието му. Опитвайки се да открият техния източник, членовете му се връщат към травматични събития от миналото си.

## В ролите
| Изпълнител        | Роля            |
| ----------------- | --------------- |
| Даниел Отьой      | Жорж Лоран      |
| Жулиет Бинош      | Ан Лоран        |
| Морис Бенишу      | Маджид          |
| Лестер Македонски | Пиеро Лоран     |
| Ани Жирардо       | майката на Жорж |
| Бернар Ле Кок     | Жак             |

## Награди и номинации
На фестивала в Кан „Скришна игра“ е номиниран за „Златна палма“ и получава наградите за режисура, на ФИПРЕСИ и на Екуменическото жури. Той е номиниран и за четири награди „Сезар“ и получава Европейски филмови награди за най-добър филм, режисура, главна мъжка роля и монтаж.